# البطولات الكبرى لكرة المضرب

شعار بطولة أستراليا المفتوحة

شعار بطولة فرنسا المفتوحة

شعار بطولة ويمبلدون

شعار بطولة أمريكا المفتوحة

البطولة الكبرى أو جراند سلام  (بالإنجليزية: Grand Slam)‏، في كرة المضرب اللاعب الفردي أو الفريق الزوجي عندما يفوز بكل البطولات الكبرى الأربع في كرة المضرب في نفس السنة يقال له اكتسب البطولات الكبرى في سنة عظمى بالإنجليزي Calendar Year Grand Slam وإذا تم إحراز الأربعة بطولات الكبرى ولكن ليس في نفس السنة يسمى بـ Non-Calendar Year Grand Slam ويعني أحرز الأربع بطولات الكبرى ولكن ليس في سنة عظمى، وغالباً تتم التسمة ببطولة كبرى غير عظمى بسبب تأخر اللاعب في إحراز البطولات الأولى والتي هي أستراليا المفتوحة وفرنسا المفتوحة، فيكون اللاعب قد أحرز البطولات الثانية ويمبلدون وأمريكا المفتوحة ثم يعود في السنة التي تليها ليحرز البطولات الأولى ولهذا تتم التسمية بسنة غير عظمى.
مثال: اللاعب س أحرز في سنة 2001 بطولة ويمبلدون وأمريكا المفتوحة وفي سنة 2002 أحرز بطولة أستراليا المفتوحة وفرنسا المفتوحة (وهكذا يكون اللاعب أحرزها على التوالي ولكن ليس في نفس السنة).
و إذا اللاعب أو الفريق أحرز البطولات الكبرى ولكن ليس على التوالي وليس في نفس السنة فيسمى بـ Career Grand Slam ويقال لهم أحرزوا البطولات الكبرى في مسيرتهم، مهما يكن فإحراز أربعة بطولات حتى وإن كانت في سنة غير عظمى يعد إنجاز كبير للاعب أو اللاعبة أو الفريق الزوجي.
و الأربع بطولات الكبرى الرسمية في رياضية كرة المضرب هي :
| الزمان       | البطولة                                       | المكان  | سطح الملعب  |
| ------------ | --------------------------------------------- | ------- | ----------- |
| يناير        | بطولة أستراليا المفتوحة للتنس                 | ملبورن  | أرضية صلبة  |
| مايو-يونيو   | فرنسا المفتوحة وتسمى دورة رولان غاروس الدولية | باريس   | ملعب ترابي  |
| يونيو-يوليو  | بطولة ويمبلدون                                | لندن    | أرضية عشبية |
| أغسطس-سبتمبر | بطولة أمريكا المفتوحة للتنس                   | نيويورك | أرضية صلبة  |

وتقام هذه البطولات مرة واحدة في السنة وهي مرتبة على التوالي، ويحصل الفائز بأحد هذه البطولات على ألفين نقطة عوضاً عن الجوائز المالية والشهرة والمكانة المرموقة في عالم الكرة الصفراء.

## ملخص مسميات البطولة
- بطولة كبرى عظمى (Calendar Year Grand Slam) : إحراز أربع بطولات في سنة واحدة.
- بطولة كبرى غير عظمى (Non-Calendar Year Grand Slam) : إحراز أربع بطولات على التوالي في أكثر من سنة.
- لقب صغير أو بطولة صغيرة (Small Slam) : إحراز ثلاثة ألقاب في سنة واحدة.
- لقب (Career Grand Slam) : إحراز الأربعة بطولات كاملة بدون شرط التوالي.

## من الماضي
أول من استعمل كلمة بطولة كبرى Grand Slam، هي جريدة النيويورك تايمز عن طريق المحرر جون كيران طبقاً لما أفاد به بد كولينز في كتابه Total Tennis, The Ultimate Tennis Encyclopedia، في الفصل الذي يتحدث عن سنة 1933 عندما فاز اللاعب الأسترالي جاك كراوفورد ببطولة أستراليا وفرنسا المفتوحتين وويمبلدون وكانت حظوظه قوية في الفوز ببطولة أمريكا المفتوحة. كتب جون كيران الصحفي في جريدة نيويورك تايمز عن اللاعب الأسترالي التالي : "لو فاز كراوفورد، سوف تكون مثل إحراز بطولة كبرى عظمى على ملاعب كرة المضرب"، لأن اللاعب الأسترالي كان قريباً من إحرازها ولكن للأسف في المباراة النهائية في بطولة أمريكا المفتوحة فاز بالمجموعتين الأولى من المباراة ولم يتبقى له سوى مجموعة، ولكن عانى اللاعب الأسترالي من التعب والإرهاق وقد خسر المجموعتين الأخيرتين أمام خصمه فرد بيري.

## لاعبون ولاعبات أحرزوا البطولات الكبرى في سنة عظمى
- فردي رجال :

1. دون بدج سنة (1938).
2. رود لافر سنة (1962) و(1969).

- فردي سيدات :

1. ماورين كونولي سنة (1953).
2. مارغيريت سميث كورت سنة (1970).
3. شتيفي غراف سنة (1988).

ملاحظة:غراف أيضا فازت بالميدالية الذهبية في سنة 1988 (البطولة الكبرى الذهبية).
- زوجي رجال :

1. فرانك سيدجمان وكين ماك جريجو سنة (1951).

- زوجي سيدات :

1. ماريا بينو سنة (1960) مع كرستين ترومان جانيس في بطولة أستراليا المفتوحة، وبعدها مع دارلين هارد في بطولة فرنسا المفتوحة وويمبلدون وأمريكا المفتوحة.
2. مارتينا نافراتيلوفا وبام شريفر في سنة (1984).
3. مارتينا هينجيز سنة (1998) مع ميريانا لوتتش في بطولة أستراليا المفتوحة، وبعدها مع جانا نوفوتنا في بطولة فرنسا المفتوحة وويمبلدون وأمريكا المفتوحة.

- زوجي مختلط :

1. مارغريت سميث كورت وكين فليتشر في سنة (1963).
2. مارغريت سميث كورت سنة (1965) مع جون نيوكومب في بطولة أستراليا المفتوحة ومع كين فليتشر في بطولتي فرنسا المفتوحة وويمبلدون ومع فريد ستولي في بطولة أمريكا المفتوحة.
3. أوين ديفدسن سنة (1967) مع ليزلي ترنر بوري في بطولة أستراليا المفتوحة، وبعدها مع بيلي جين كينغ في بطولة فرنسا المفتوحة وويمبلدون وأمريكا المفتوحة.

- فردي أولاد :

1. ستيفن إيدبرج سنة (1983).

## لاعبون ولاعبات أحرزوا البطولات الكبرى في سنة غير عظمى
1. مارتينا نافراتيلوفا (1983 - 1984)

- فازت بستة ألقاب متعاقبة، وإبداعها في عالم الكرة الصفراء كان في ويمبلدون وأمريكا المفتوحة وأستراليا المفتوحة في سنة (1983)، وملحوقة ببطولة فرنسا المفتوحة وويمبلدون وأمريكا المفتوحة في سنة (1984). بطولة أستراليا المفتوحة كانت تقام في ديسمبر من 1977 إلى 1985 وعادت إلى وقتها الأصلي في يناير في سنة 1987.

1. شتيفي غراف في سنة (1993 - 1994).

- غارف أيضا فازت بالبطولات الكبرى العظمى في سنة (1988).

1. سيرينا ويليامز (2002 - 2003).

- كأس (سيرينا سلام) يعود إلى (تايجر سلام) الذي فاز به نجم الغولف، تايغر وودز بين سنة 2000 و2001.

في الزوجي
1. غيغي فيرنانديز وناتاشا زفيريفا في سنة (1992 - 1993).

- سنة ألقاب متاعقبة من بطولة فرنسا المفتوحة سنة 1992 إلى بطولة ويمبلدون سنة 1993.

## أكثر لاعبون ولاعبات أحرزوا البطولات الكبرى على التوالي
- رجال :

1. دون بدج، (6) ألقاب من بطولة ويمبلدون 1937 إلى بطولة أمريكا المفتوحة 1938.

- سيدات :

1. ماريين كوننولي برينكر (6) ألقاب من ويمبلدون 1952 إلى أمريكا المفتوحة 1953.
2. ماغريت سميث كورت (6) ألقاب من أمريكا الفتوحة 1969 إلى أستراليا المفتوحة 1971.
3. مارتينا نافراتيلوفا (6) ألقاب من ويمبلدون 1983 إلى أمريكا المفتوحة 1984.

## أكثر لاعبين قد دخلوا نهائيات البطولات الكبرى
- رجال :

1. روجيه فيدرير (18) نهائيات متتالية.

- سيدات :

1. شتيفي غراف (13) نهائي متتالية.

## أكثر لاعبين قد أحرزوا ألقاب البطولات الأربعة الكبرى (غير متتالية)
هيلين ويلز مودي فازت بـ 16 بطولة كبرى لفردي السيدات، وقد بدأت ببطولة أمريكا المفتوحة سنة 1924 وامتدت إلى بطولة وميبلدون سنة 1933. ملاحظة: (لم يتم احتساب تأخرها في فرنسا المفتوحة سنة 1926 وويمبلدون). أول 15 من هذه البطولات قد فازت بها دون أن تخسر أي مجموعة. خلال هذه الفترة فازت بـ 6 بطولات ويمبلدون و4 فرنسا المفتوحة و6 أمريكا المفتوحة. وهي أيضا فازت ببطولة الأولمبيات الصيفية سنة 1924، وخلال هذه الفترة أيضا ً لم تدخل مودي أبداً أية بطولة من بطولات أستراليا المفتوحة.
روجر فيدرير 17 بطولة

## لاعبون كان لهم عوائق
بعض اللاعبون لم يتم احتسابهم بسبب انهم لم يحرزوا جميع البطولات ومنهم :
- لاعبون لم يحرزوا بطولة أمريكا المفتوحة :

1. بورن بورج.

- لاعبون لم يحرزوا بطولة أستراليا المفتوحة :

1. جون ماكنرو.
2. بورن بورج.

- لاعبون لم يحرزوا بطولة فرنسا المفتوحة :

1. بيت سامبراس.
2. جون ماكنرو.
3. بيل تيلدن.
4. كين روزوال.
5. جون نيو كامب.
6. غويليرمو فيلاس.

1. ↑  "معلومات عن البطولات الكبرى لكرة المضرب على موقع bigenc.ru". bigenc.ru. مؤرشف من الأصل في 2019-12-11.
2. ↑  "معلومات عن البطولات الكبرى لكرة المضرب على موقع ne.se". ne.se. مؤرشف من الأصل في 2019-01-02.
3. ↑  "معلومات عن البطولات الكبرى لكرة المضرب على موقع britannica.com". britannica.com. مؤرشف من الأصل في 2016-06-05.

- لاعبون لم يحرزوا بطولة ويمبلدون :

1. بيل لارنيد.
2. ديك سيرز.
3. ماتس ويلندر.
4. إيفان ليندل.
5. كين روزويل.
6. ماتس ويلندر.

## لاعبون ولاعبات أحرزوا أكثر من 7 بطولات
هذه العلامة {*} تعني أنه لم يشارك في تلك البطولة.
- رجال :

| اسم اللاعب      | الدولة           | بطولة أستراليا المفتوحة | بطولة فرنسا المفتوحة | بطولة ويمبلدون | بطولة أمريكا المفتوحة | المجموع |
| --------------- | ---------------- | ----------------------- | -------------------- | -------------- | --------------------- | ------- |
| روجيه فيدرير    | سويسرا           | 6                       | 1                    | 8              | 5                     | 20      |
| بيت سامبراس     | الولايات المتحدة | 2                       | 0                    | 7              | 5                     | 14      |
| رافائيل نادال   | إسبانيا          | 3                       | 13                   | 2              | 4                     | 22      |
| روي إيمرسون     | أستراليا         | 6                       | 2                    | 2              | 2                     | 12      |
| بورن بورج       | السويد           | 0                       | 6                    | 5              | 0                     | 11      |
| رود لافر        | أستراليا         | 3                       | 2                    | 4              | 2                     | 11      |
| بيل تيلدن       | الولايات المتحدة | *                       | 0                    | 3              | 7                     | 10      |
| أندريه أغاسي    | الولايات المتحدة | 4                       | 1                    | 1              | 2                     | 8       |
| جيمي كونرز      | الولايات المتحدة | 1                       | 0                    | 2              | 5                     | 8       |
| إيفان ليندل     | تشيكوسلوفاكيا    | 2                       | 3                    | 0              | 3                     | 8       |
| فريد بيري       | المملكة المتحدة  | 1                       | 1                    | 3              | 3                     | 8       |
| كين روزويل      | أستراليا         | 4                       | 2                    | 0              | 2                     | 8       |
| نوفاك ديوكوفيتش | صربيا            | 10                      | 3                    | 7              | 3                     | 23      |
| هنري كوهيت      | فرنسا            | *                       | 4                    | 2              | 1                     | 7       |
| رينيه لاكوست    | فرنسا            | *                       | 3                    | 2              | 2                     | 7       |
| بيل لارنيد      | الولايات المتحدة | *                       | *                    | 0              | 7                     | 7       |
| جون ماكنرو      | الولايات المتحدة | 0                       | 0                    | 3              | 4                     | 7       |
| جون نيو كومب    | أستراليا         | 2                       | 0                    | 3              | 2                     | 7       |
| ويليام رين شو   | إنجلترا          | *                       | *                    | 7              | *                     | 7       |
| ديك سيرز        | الولايات المتحدة | *                       | *                    | 0              | 7                     | 7       |
| ماتس ويلندر     | سويسرا           | 3                       | 3                    | 0              | 1                     | 7       |

لاعبون حصلوا على ستة ألقاب : بوريس بيكر، ستيفن إيدبرج.
لاعبون حصلوا على أربعة ألقاب: غوليرمو فيلاس.
- سيدات:

| اسم اللاعبه           | الدولة                               | أستراليا المفتوحة | رولان غاروس | ويمبلدون | أمريكا المفتوحة | المجموع |
| --------------------- | ------------------------------------ | ----------------- | ----------- | -------- | --------------- | ------- |
| مارغريت سميث كورت     | أستراليا                             | 11                | 5           | 3        | 5               | 24      |
| شتيفي جراف            | ألمانيا                              | 4                 | 6           | 7        | 5               | 22      |
| هيلين ويلز مودي       | الولايات المتحدة                     | *                 | 4           | 8        | 7               | 19      |
| كريس إيفرت            | الولايات المتحدة                     | 2                 | 7           | 3        | 6               | 18      |
| مارتينا نافراتيلوفا   | الولايات المتحدة من اصل تشيكوسلوفاكي | 3                 | 2           | 9        | 4               | 18      |
| سيرينا ويليامز        | الولايات المتحدة                     | 5                 | 2           | 5        | 5               | 17      |
| بيلي جين كينغ         | الولايات المتحدة                     | 1                 | 1           | 6        | 4               | 12      |
| سوزان لينغلن          | فرنسا                                | *                 | 6           | 6        | 0               | 12      |
| موريين كونلي          | أستراليا                             | 1                 | 2           | 3        | 3               | 9       |
| مونيكا سيليش          | الولايات المتحدة من اصل يوغسلافي     | 4                 | 3           | 0        | 2               | 9       |
| مولا باريستيدت مالوري | الولايات المتحدة                     | *                 | *           | 0        | 8               | 8       |
| جستن هينن             | بلجيكا                               | 1                 | 4           | 0        | 2               | 7       |
| فينوس ويليامز         | الولايات المتحدة                     | 0                 | 0           | 5        | 2               | 7       |
| ماريا بوينو           | البرازيل                             | 0                 | 0           | 3        | 4               | 7       |
| دروثيا دوغلاس         | انجلترا                              | *                 | *           | 7        | 0               | 7       |
| إيفوني غولاغونغ       | أستراليا                             | 4                 | 1           | 2        | 0               | 7       |

## البطولات الخمسة الكبرى
هذه قائمة اللاعبين واللاعبات الذين فازوا بالبطولات الأربعة الكبرة إضافة إلى حصولهم على الميدالية الذهبية في دورات الألعاب الأولمبية الصيفية. تُسمى هذه البطولات بالبطولات الخمسة الكبرى. سيرينا ويليامز هي اللاعبة الوحيدة بين الرجال والسيدات التي استطاعت الفوز بهذا اللقب في فردي السيدات وزوجي السيدات.
| #  | اللاعب          | نوع المشاركة      | أستراليا المفتوحة | فرنسا المفتوحة | ويمبلدون | أمريكا المفتوحة | الألعاب الأولمبية |
| -- | --------------- | ----------------- | ----------------- | -------------- | -------- | --------------- | ----------------- |
| 1  | بام شرايفر      | زوجي سيدات        | 1982              | 1984           | 1981     | 1983            | 1988              |
| 2  | شتيفي غراف      | فردي سيدات        | 1988              | 1987           | 1988     | 1988            | 1988              |
| 3  | جيجي فيرنانديز  | زوجي سيدات        | 1993              | 1991           | 1992     | 1988            | 1992              |
| 4  | أندريه أغاسي    | فردي رجال         | 1995              | 1999           | 1992     | 1994            | 1996              |
| 5  | تود وود بريدج   | زوجي رجال         | 1992              | 2000           | 1993     | 1992            | 1996              |
| 5  | مارك وودفورد    | زوجي رجال         | 1992              | 2000           | 1993     | 1992            | 1996              |
| 7  | سيرينا ويليامز  | زوجي سيدات        | 2001              | 1999           | 2000     | 1999            | 2000              |
| 7  | فينوس ويليامز   | زوجي سيدات        | 2001              | 1999           | 2000     | 1999            | 2000              |
| 9  | شينجو كونايدا   | زوجي رجال مقعدين  | 2009              | 2008           | 2006     | 2007            | 2004              |
| 10 | كوري هومان      | زوجي سيدات مقعدين | 2009              | 2009           | 2009     | 2005            | 2008              |
| 11 | إيسذير فيرجير   | زوجي سيدات مقعدين | 2004              | 2007           | 2009     | 2005            | 2000              |
| 12 | دانييل نيستور   | زوجي رجال         | 2002              | 2007           | 2009     | 2004            | 2000              |
| 13 | مايكل جيرمياسز  | زوجي رجال مقعدين  | 2003              | 2009           | 2009     | 2005            | 2008              |
| 14 | ستيفان هوديت    | زوجي رجال مقعدين  | 2010              | 2007           | 2009     | 2009            | 2008              |
| 15 | رافاييل نادال   | فردي رجال         | 2009              | 2005           | 2008     | 2010            | 2008              |
| 16 | شارون فاليرافين | زوجي سيدات مقعدين | 2011              | 2011           | 2010     | 2010            | 2008              |
| 17 | بوب براين       | زوجي رجال         | 2006              | 2003           | 2006     | 2005            | 2012              |
| 17 | مايك براين      | زوجي رجال         | 2006              | 2003           | 2006     | 2005            | 2012              |
| 19 | سيرينا ويليامز  | فردي سيدات        | 2003              | 2002           | 2002     | 1999            | 2012              |

## لاعبون أحرزوا البطولات الكبرى
من اللاعبون واللاعبات الذين أحرزوا ألقاب البطولات الكبرى في عالم الكرة الصفراء.
- ملاحظة :هذه العلامة (*)تعني أنها كانت سنة عظمى للاعب، وعدم وجود العلامة يعني أن اللاعب أحرز البطولات من دون السنة العظمى. سنة عظمى يعني إحراز الأربعة ألقاب في سنة واحدة.
- رجال :

| اسم اللاعب     | سنة أول بطولة كبرى | السنة التي تم فيها إحراز البطولة | عمر اللاعب وقت إتمام جميع البطولات |
| -------------- | ------------------ | -------------------------------- | ---------------------------------- |
| فريد بيري      | 1933               | 1934 و1935                       | 26                                 |
| دون بدج *      | 1937               | 1938                             | 23                                 |
| رود لافر       | 1960               | 1961 و1962                       | 24                                 |
| روي إيمرسون    | 1961               | 1963 و1964                       | 27                                 |
| أندريه أجاسي   | 1992               | 1994 و1995 و1999                 | 29                                 |
| رافائيل نادال  | 2005               | 2008 و2009 و2010                 | 24                                 |
| نوفاك جوكوفيتش |                    |                                  | 29                                 |

- سيدات:

| اسم اللاعبة           | سنة أول بطولة كبرى | السنة التي تم فيها إحراز البطولات | عمر اللاعبة وقت إتمام جميع البطولات |
| --------------------- | ------------------ | --------------------------------- | ----------------------------------- |
| ماريين كوننولي برينكر | 1951               | 1952 و1953                        | 18                                  |
| دوريس هارت            | 1949               | 1950 و1951 و1954                  | 29                                  |
| شيرلي فراين أيرفين    | 1951               | 1956 و1957                        | 29                                  |
| مارغريت سميث كورت     | 1960               | 1962 و1963                        | 20                                  |
| بيلي جين كينغ         | 1966               | 1967 و1968 و1972                  | 28                                  |
| كريس إيفيرت           | 1974               | 1975 و1982                        | 28                                  |
| مارتينا نافراتيلوفا   | 1978               | 1981 و1982 و1983                  | 26                                  |
| شتيفي غراف            | 1987               | 1988                              | 19                                  |
| سيرينا ويليامز        | 1999               | 2002 و2003                        | 21                                  |
| ماريا شارابوفا        | 2004               | 2006 2008 و2012                   | 25                                  |

## لقب صغير
اللقب الصغير بالإنجليزية Small Slam، ويعني أن اللاعب حصل على ثلاث بطولات من أصل الأربعة.
و من هؤلاء اللعيبة هم.
•	فردي رجال :
جاك كراوفورد
- 1933 : أستراليا، فرنسا وويمبلدون.

فريد بيري
- 1934 : أستراليا، ويمبلدون وأمريكا.

توني ترابرت
- 1955 : فرنسا، ويمبلدون وأمريكا.

ليو هواد
- 1956 : أستراليا، فرنسا وويمبلدون.

أشلي كوبر
- 1958 :أستراليا، ويمبلدون وأمريكا.

روي إيمرسون
- 1964 :أستراليا، ويمبلدون وأمريكا.

جيمي كونر
- 1974 :أستراليا، ويمبلدون وأمريكا.

ماتس ويلندر
- 1988:أستراليا، فرنسا وأمريكا.

روجيه فيدرير
- 2004:أستراليا، ويمبلدون وأمريكا.
- 2006:أستراليا، ويمبلدون وأمريكا.
- 2007:أستراليا، ويمبلدون وأمريكا.

رافائيل نادال
- 2010: فرنسا، ويمبلدون وأمريكا .

نوفاك ديوكوفيتش
- 2011:أستراليا، ويمبلدون وأمريكا.

•	فردي سيدات :
هيلين ويلز
- 1928:فرنسا، ويمبلدون وأمريكا.
- 1929:فرنسا، ويمبلدون وأمريكا.

مارغريت سميث كورت والتي أيضاً فازت ببطولة كبرى عظمى سنة 1970.
- 1962: أستراليا، فرنسا وأمريكا.
- 1965:أستراليا، ويمبلدون وأمريكا.
- 1969: أستراليا، فرنسا وأمريكا.
- 1973: أستراليا، فرنسا وأمريكا.

بيلي جين كينغ
- 1972 :فرنسا، ويمبلدون وأمريكا.

مارتينا نافرتيلوفا
- 1983:ويمبلدون، أمريكا وأستراليا.
- 1984:فرنسا، ويمبلدون وأمريكا.

شتيفي غراف والتي أيضاً فازت ببطولة كبرى عظمى سنة 1988.
- 1989:أستراليا، ويمبلدون وأمريكا.
- 1993:فرنسا، ويمبلدون وأمريكا.
- 1995:فرنسا، ويمبلدون وأمريكا.
- 1996:فرنسا، ويمبلدون وأمريكا.

مونيكا سيليش
- 1991:أستراليا، فرنسا وأمريكا.
- 1992:أستراليا، فرنسا وأمريكا.

مارتينا هينجيز
- 1997:أستراليا ويمبلدون وأمريكا.

سيرينا ويليامز وقد فازت ببطولة كبرى غير عظمى بعد فوزها في أستراليا سنة 2003.
- 2002:فرنسا، ويبلدون وأمريكا.